# Lída Špačková
Lída Špačková-Ehrlichová, též Ludmila (19. července 1905, Praha – 23. listopadu 1985, tamtéž) byla česká překladatelka z angličtiny a němčiny. V letech 1925–1947 byla družkou S. K. Neumanna. Autorka memoárů.

## Život

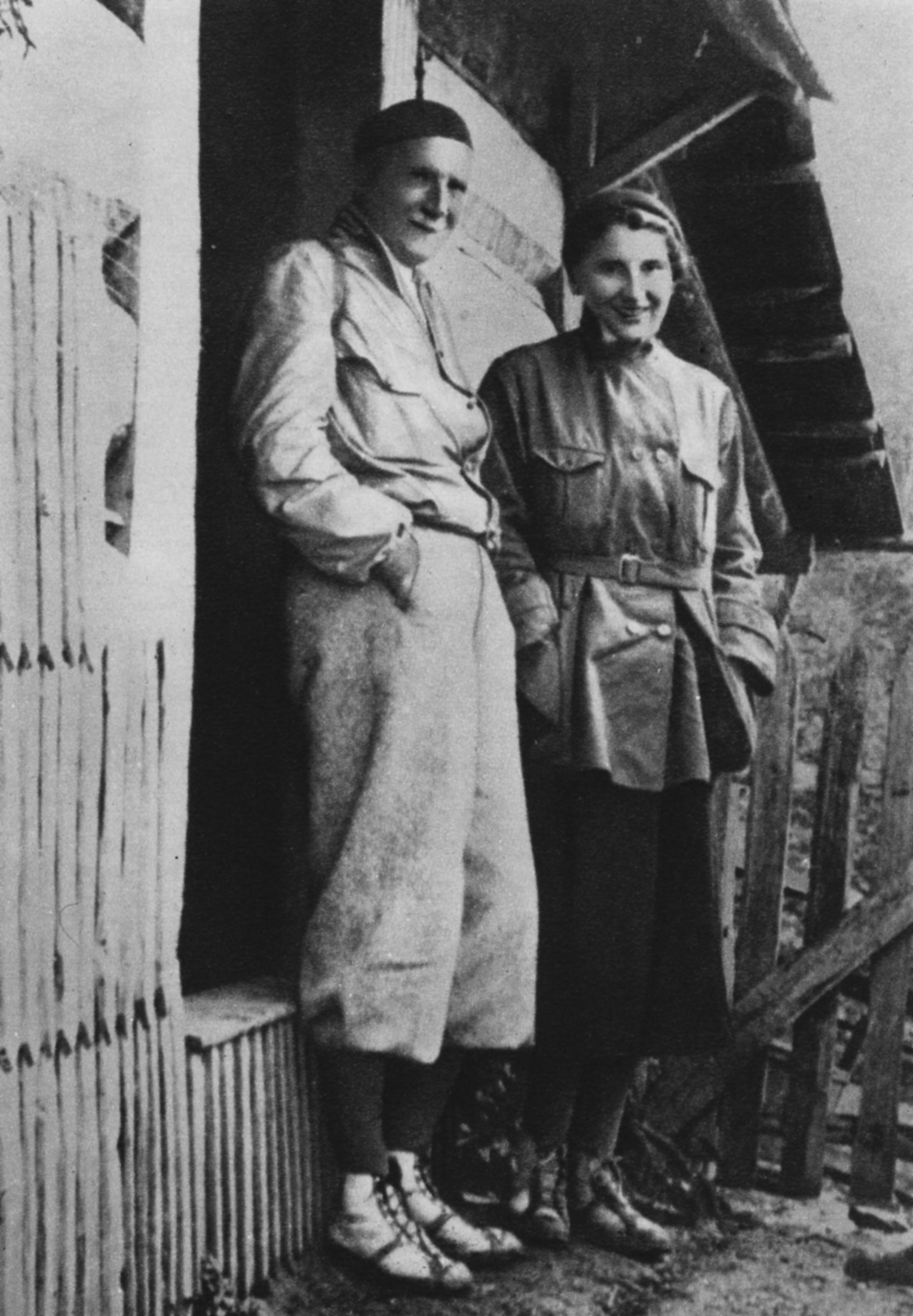
Stanislav Kostka Neumann a Lída Špačková během "československé cesty" v chatě pod Šojmulem (1932–1933)

Získala obchodní vzdělání a po studiu angličtiny státní zkoušku. Po krátké praxi v advokátní kanceláři se stala administrativní pracovnicí v sekretariátu KSČ. Odsud byla vyslána do mezinárodního komunistického týdeníku Iternationale Presskorrespondenz ve Vídni, po třech měsících se vrátila do Prahy. Tam se stala pracovnicí komunistického oddělení Československá komunistická korespondence, kde se seznámila s S. K. Neumannem.

V letech 1925–1947 byla partnerkou S. K. Neumanna. Připravovala mu podklady pro jeho díla Dějiny lásky, Francouzská revoluce a Dějiny ženy. V letech 1932–1933 podnikli společně dvě velké cesty po Československu, zejména po Zakarpatské Ukrajině. O těchto cestách psali seriál reportážních fejetonů do Lidových novin, Neumann popsal zážitky v knihách Enciány z Popa Ivana a Československá cesta.
Formálně byla provdána Ehrlichová; s Neumannem postupně žila v Čerčanech, Poděbradech, Vyžlovce, Heřmanově Městci, Vápenném Podole a po konci 2. světové války až do jeho smrti v Praze.
Po básníkově smrti v roce 1947 se účastnila ediční práce při vydávání jeho díla. Publikovala také vzpomínkovou knihu Takový byl (1948, 2., doplněné vydání v roce 1957).
Byla členkou KSČ.

## Dílo

### Překlady
- Pearl S. Bucková: Číňanka vypravuje (1934)
- William Blair Morton Ferguson: Zpívající Had (1934, druhé vydání 2000)
- Thames Williamson: Země vypravuje (1936)
- Allen Roy Evans: Sobi táhnou (1938)
- L. A. G. Strong: Muži moře (1939)
- John Hodgdon Bradley Země vypravuje. Díl 2., O tobě, Sága o zemském neklidu, spolu s Aloisem Josefem Šťastným (1940)
- Tarlton Rayment: Nebeské údolí : pionýrský román z doby osidlování pátého dílu světa (1947)
- Cherry Kearton: Ostrov pěti milionů tučňáků (1948)
- Thames Williamson: Země mi to řekla (1950)
- Bhabani Bhattacharya: Kdo jede na tygru (1959)
- Alice Childressová: Jako člen rodiny (1960)
- Upton Sinclair: Boston (1970)
- W. B. M. Ferguson: Wyominská tragedie (1996)

### Memoáry
- Takový byl, vzpomínky na S. K. Neumanna (1948)

### Editorka
- Stanislav Kostka Neumann: Přátelům i nepřátelům (1951)
- Stanislav Kostka Neumann: Nové zpěvy ; Rudé zpěvy ; Anti-Gide (1953)
- Stanislav Kostka Neumann: Francouzská revoluce : populární dějiny bojů francouzské společnosti na sklonku 18. stol. (1955)
- Stanislav Kostka Neumann: Z díla (1956)
- Stanislav Kostka Neumann: Umění a politika. II. (1956)
- Stanislav Kostka Neumann: Láska: lyrické intermezzo 1925-1932, (1957)